# Застижье
Застижье — деревня в Лесном муниципальном округе Тверской области. 

## География
Деревня расположена на берегу озера Застижского в 21 км на юго-запад от центра муниципального округа села Лесное. 

## История

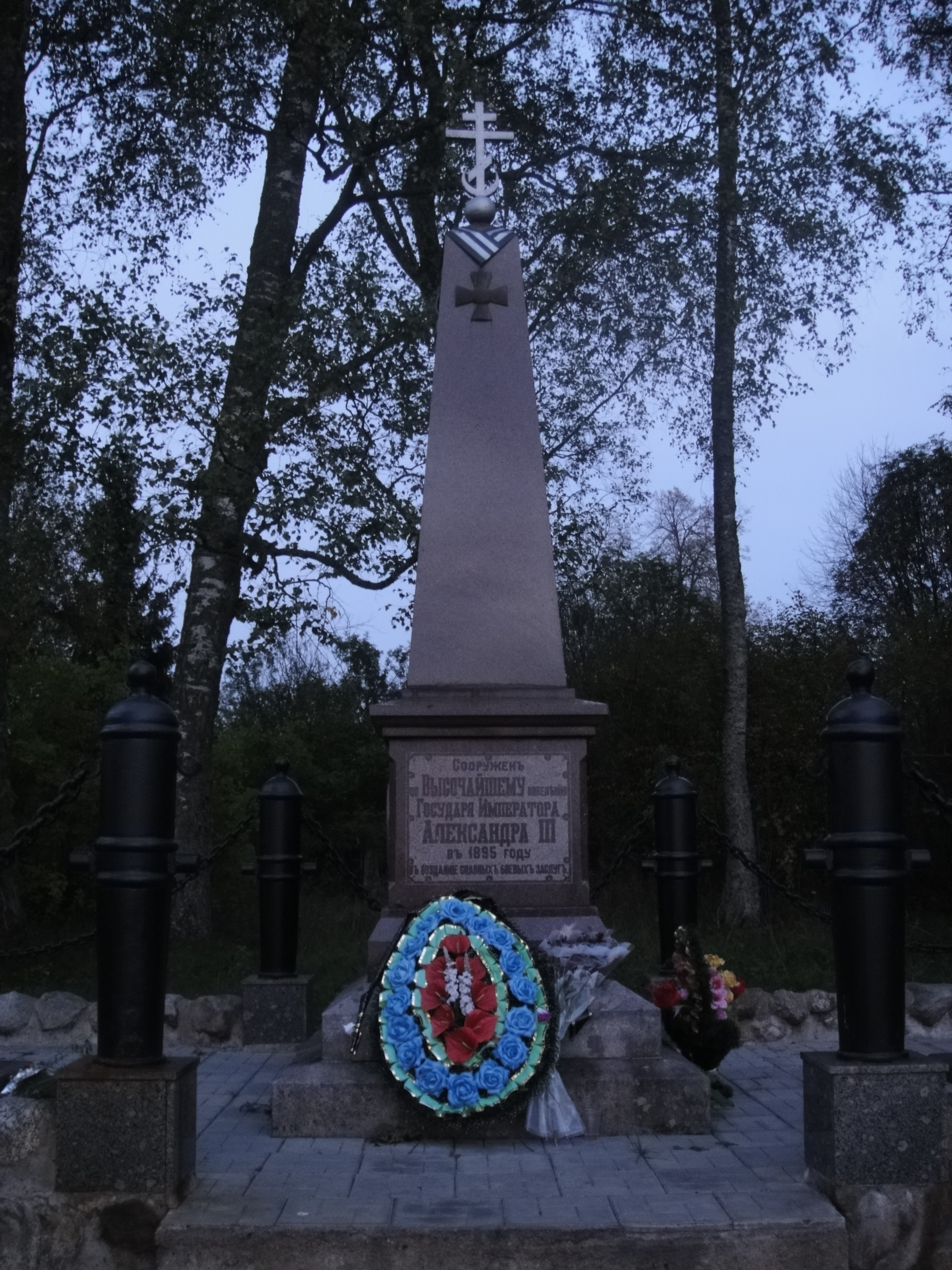
Могила Д. Ильина

В 1829 году на средства прихожан в селе была построена каменная церковь с двумя престолами — Успения Божией Матери и Великомученика Георгия Победоносца. Церковь стала приходской для жителей деревень Подборовье, Пенятино, Столбово, Погорелец, Чайниково, Рябинкино, Сергеево, Димидиха, Семеново, в Вышневолоцком уезде деревень Яблонское, Подборовье, Довечки, Струбны.
Церковь не сохранилась
В конце XIX — начале XX века село входило в состав Лопатинской волости Весьегонского уезда Тверской губернии. 
С 1929 года деревня Застижье входила в состав Алексейковского сельсовета Лесного района Бежецкого округа Московской области, с 1935 года — в составе Калининской области, с 2005 года — в составе Сорогожского сельского поселения, с 2019 года — в составе Лесного муниципального округа. 

## Население
| 1859 | 2002 | 2010 |
| ---- | ---- | ---- |
| 25   | ↘2   | ↘0   |

## Достопримечательности
В 1895 году по повелению императора Александра III в честь 125-летия Чесменской победы на могиле героя сражения Д.С. Ильина (1737—1802) в селе Застижье был установлен памятник. Частично разрушенный в 20-е годы XX века, памятник лейтенанту Ильину реставрирован в 2002—2003 годах.